# Сасунян, Хампиг
Хампиг Сасунян (англ. Hampig Sassounian, также англ. Harry M. Sassounian — Гарри Сасунян, род. 1 января 1963 года) — армянский террорист, приговорённый к пожизненному заключению за убийство в 1982 году турецкого консула в Лос-Анджелесе Кемаля Арикана. Потомок жертв геноцида армян. Условно досрочно освобождён в 2021 году, после чего эмигрировал в Армению.

## Биография
Хампиг (Амбик) Сасунян родился в 1963 году в Бейруте и вырос в армянском квартале Бурдж Хаммуд. Позднее его семья переехала из Ливана в США, в штат Калифорния, в город Пасадина. В Лос-Анджелес Сассунян переехал за пять лет до того, как убил Арикана. Его переезд был связан с убийством последнего.

### Убийство Кемаля Арикана

Белый Ford LTD убитого Сасуняном турецкого консула Кемаля Арикана

28 января 1982 года в 9:40 утра Сасунян вместе с напарником застрелил турецкого консула Кемаля Арикана в его машине (белый Ford LTD), когда тот стоял перед красным светом светофора на перекрёстке бульвара Уилшир и улицы Комсток в Лос-Анджелесе. Арикан ехал из своего дома в консульство Турции на Беверли-Хиллз. Убийцы произвели в консула 14 выстрелов из автоматического оружия с близкого расстояния. После этого автомобиль Арикана врезался в другую машину, а затем — в дерево и остановился.
По данным ФБР, во время совершения убийства Хампиг Сасунян был членом армянской военизированной террористической организации «Бойцы за справедливость в отношении геноцида армян». По сообщениям СМИ, через несколько минут после убийства последняя обратилась в новостные агентства, чтобы взять на себя ответственность за убийство консула. Сасунян отрицал свою принадлежность к этой группе.
Убийство Арикана стало первым террористическим убийством турецкого дипломата в США.

### Арест и суд
Очевидцы опознали 19-летнего Сасуняна как одного из стрелявших. В ходе суда подозреваемый мотивировал свой поступок желанием отомстить туркам и турецкому правительству за отказ признать ответственность за геноцид армян в 1915—1923 годах. Было установлено, что Сасунян убил Арикана из-за его национальности. Сасунян был признан американским судом виновным в убийстве первой степени и приговорён к пожизненному заключению без права на апелляцию.
Второй подозреваемый, которого звали Крикор Салиба, по прозвищу КоКо, не был пойман. Аресты Хампига Сасуняна и его брата Харута, судимого по делу о взрыве зажигательной бомбы в резиденции Арикана в 1980 году, стали одним из немногих случаев, когда были идентифицированы члены небольших труднодоступных армянских террористических группировок.
Президент США Рональд Рейган осудил убийство консула, назвав его «кажущимся террористическим актом». Отсутствие каких-либо дальнейших армянских террористических операций на территории США является отчасти результатом сурового тюремного заключения, вынесенного Сасуняну. Приговор оказал значительное влияние на многочисленную армянскую общину, которая несмотря на сочувствие и понимание целей и мотивов террористов не выразила явной поддержки их насильственным действиям. Итоги судебного процесса над Сасуняном подчеркнули не только то, как оцениваются террористические акты в США, но и негативные коннотации и ассоциации такого насилия для законопослушной армяно-американской общины.

### Прошения о помиловании
Суд США в 2006 и в 2010 годах отклонил прошение Сасуняна о помиловании.
15 декабря 2016 года он был помилован комиссией по помилованиям Калифорнии, однако губернатор штата Калифорния Джерри Браун наложил вето на это решение, заявив, что в случае освобождения Сасунян будет представлять опасность для общества, отметив при этом, что совершённое Сасуняном преступление было «преднамеренным, заранее спланированным убийством дипломата, задуманным как минимум за две недели до этого».
27 декабря 2019 года комиссия по помилованиям Калифорнии опять удовлетворила ходатайство об условно-досрочном освобождении Хампига Сасуняна, но как и в предыдущий раз, уже новый губернатор Калифорнии, демократ Гэвин Ньюсом 25 мая 2020 года отклонил это решение, обосновав это тем, что в случае освобождения Сасунян по-прежнему будет представлять чрезмерную опасность для общества. В феврале 2021 года судья Верховного суда округа Лос-Анджелес Уильям Райан отменил решение губернатора.

### Условно-досрочное освобождение
Ещё в марте 2021 года Государственный департамент США выступил с заявлением, в котором выразил «глубокое разочарование» решением об условно-досрочном освобождении Сасуняна.  Госсекретарь Энтони Блинкен заявил по этому поводу следующее:
Нападение на дипломата — это не только тяжкое преступление против конкретного человека, но и нападение на саму дипломатию. В целях обеспечения безопасности преданных своему делу дипломатов, работающих по всему миру, Соединенные Штаты давно придерживаются своей позиции, заключающейся в том, чтобы те, кто убивает дипломатов, получали максимально возможное наказание и отбывали эти приговоры без права на помилование или досрочное освобождение.
29 октября 2021 года было объявлено, что Сасунян был освобождён и прибыл в Армению.